# Aididae
Aididae là một Họ bướm đêm thuộc siêu họ Zygaenoidea